# Peribatodes perversaria
Peribatodes perversaria är en fjärilsart som beskrevs av Jean Baptiste Boisduval 1840. Peribatodes perversaria ingår i släktet Peribatodes och familjen mätare. Inga underarter finns listade i Catalogue of Life.